# Placogorgia squamata
Placogorgia squamata är en korallart som beskrevs av Nutting 1910. Placogorgia squamata ingår i släktet Placogorgia och familjen Plexauridae. Inga underarter finns listade i Catalogue of Life.